# Ken Kelly
Ken W. Kelly (New London, Connecticut, 19 de mayo de 1946-3 de junio de 2022) fue un dibujante y pintor estadounidense.

## Biografía
A través de sus más de treinta años de carrera, hizo énfasis en dibujos y pinturas sobre fantasía. Kelly era el sobrino de Eleanor “Ellie” Frazetta (1935-2009), esposa del pintor Frank Frazetta.
Su trabajo incluye pinturas de Conan el Bárbaro, Tarzán y algunas portadas para grupos de rock como Kiss, Manowar, Sleepy Hollow, Rainbow y Ace Frehley.

## Diseños notables
- Destroyer (1976) - Kiss
- Rising (1976) - Rainbow
- Love Gun (1977) - Kiss
- Fighting the World (1987) - Manowar
- Louder Than Hell (1996) - Manowar
- Gods of War (2007) - Manowar
- The Lord of Steel (2012) - Manowar
- Space Invader (2014) - Ace Frehley